# Prajila, Vâlcea
Prajila este localitatea componentă de reședință a orașului Băile Govora din județul Vâlcea, Oltenia, România.

 Acest articol despre o localitate din județul Vâlcea este deocamdată un ciot. Puteți ajuta Wikipedia prin completarea lui.